# Charter Oak (Californie)
Pour les articles homonymes, voir Charter Oak (homonymie).
Charter Oak est une localité de Californie dans le comté de Los Angeles. En 2010, la population était composée de 9 310 habitants.

## Démographie
| 1980  | 1990  | 2000  | 2010  | - | - |
| ----- | ----- | ----- | ----- | - | - |
| 6 840 | 8 858 | 9 027 | 9 310 | - | - |